# Koróni
Pour les articles homonymes, voir Coron.
Koróni (en grec moderne : Κορώνη, anciennement Coron) est une ville de Messénie, au sud du Péloponnèse. La ville (1 397 habitants en 2011) est située dans le golfe de Messénie, à 56 km par la route au sud-ouest de Kalamata. Elle se niche sur une colline en contrebas d'une forteresse vénitienne au bord du golfe. L'unité municipale se compose des communautés d'Akritochori, de Charakopio, de Chrysokellaria, de Falanthi, de Kaplani, de Kompoi, de Vasilitsi, de Vounaria et de Yameia. Elle comprend également l'île inhabitée de Venétiko. Elle appartient longtemps aux Vénitiens puis aux Turcs.

## Géographie
Elle est célèbre pour le château vénitien qui domine le port de la ville. L'ancienne Coronée, avec laquelle il ne faut pas confondre Koróni, était elle située au nord du village actuel de Petalídi. Strabon identifie sa position avec la ville d'Asiné. Pausanias mentionne deux versions de son nom. Selon le premier, Koróni a pris son nom de Koronia de Béotie puisqu'il a été fondé par des colons de cette ville avec le leader Epimelidis. Selon la deuxième version, il a été nommé d'après une couronne en bronze trouvée lors de l'érection de ses murs.

## Histoire

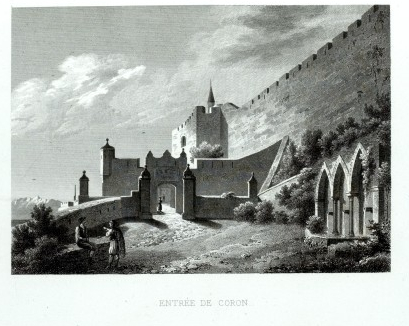
Forteresse de Coron par Abel Blouet (1831).

La ville est fondée durant l'Antiquité. Aux VIe et VIIe siècles, une forteresse fut érigée sur les ruines de la ville. Cette forteresse fut occupée sans interruption jusqu'à aujourd'hui. En 1206, les Vénitiens s'emparent de la ville et de la forteresse, qui constitue un bon point d'appui le long de sa route de commerce vers la Terre sainte. Vers 1500, la ville et la forteresse sont prises par les troupes turques de Bayezid II et passent ainsi sous domination ottomane. Coron est reprise par les Vénitiens au cours de la guerre de Morée et ils la conservent jusqu'à la reconquête ottomane en 1715.
Elle est vainement assiégée par les Grecs au cours de la guerre d'indépendance. Sa garnison ne se rend que le 9 octobre 1828 aux troupes françaises commandées par général Tiburce Sébastiani de l'expédition de Morée. Le capitaine du génie Eugène Cavaignac (le futur général et chef du gouvernement français) y est blessé lors de l'assaut. Cette expédition, commandée par le général Nicolas-Joseph Maison, Maréchal de France, est envoyée par Charles X dans le Péloponnèse en 1828 lors de la guerre d'indépendance grecque, afin de libérer la région des forces d'occupation turco-égyptiennes d'Ibrahim Pacha,,. Cette expédition militaire est également accompagnée d'une expédition scientifique mandatée par l'Institut de France, dirigée par le colonel et naturaliste du Muséum d'Histoire Naturelle Jean-Baptiste Bory de Saint-Vincent et dont fait partie le jeune Edgar Quinet. Beaucoup d'entre eux, militaires, médecins et scientifiques laissent de nombreuses descriptions précises de Koróni et de sa région,,. Après sa prise, la ville est remise aux troupes grecques du général Nikitarás qui s'y installe.

## Patrimoine de l'Unesco
Le 20 novembre 2010, avec trois autres communautés méditerranéennes dont Soria en Espagne, Chefchaouen au Maroc et Cilento en Italie, la ville de Koróni a été inscrite sur la Liste représentative du patrimoine culturel immatériel de l’humanité de l'UNESCO. Cette inscription a été rendue possible grâce à sa pratique alimentaire emblématique de la diète méditerranéenne : 
« Celle-ci se caractérise par un modèle nutritionnel demeuré constant dans le temps et dont les principaux ingrédients sont l’huile d’olive, les céréales, les fruits et légumes frais ou séchés, une proportion limitée de poisson, des produits laitiers et viande, et de nombreux condiments et épices ».